# ویندورنیاسولوش
ویندورنیاسولوش (به مجاری:  Vindornyaszőlős) یک منطقهٔ مسکونی در مجارستان است که در ناحیه کست‌هی واقع شده‌است.